# Трюхинский сельсовет
Трю́хинский сельсовет — упразднённые административно-территориальная единица и муниципальное образование со статусом сельского поселения в составе Макушинского района (с июля 2020 года муниципального округа) Курганской области России.
Административный центр — село Трюхино.

## История
В соответствии с Законом Курганской области от 6 июля 2004 года № 419 сельсовет наделён статусом сельского поселения.
Законом Курганской области от 27 июня 2018 года N 66, в состав Казаркинского сельсовета были включены все два населённых пункта упразднённого Трюхинского сельсовета.

## Население
| 1989 | 2002 | 2010 | 2012 | 2013 | 2014 | 2015 |
| ---- | ---- | ---- | ---- | ---- | ---- | ---- |
| 445  | ↘396 | ↘204 | ↘194 | ↘185 | →185 | ↘171 |
| 2016 | 2017 | 2018 |      |      |      |      |
| ↘167 | ↗169 | ↘166 |      |      |      |      |

## Состав сельского поселения
| № | Населённый пункт | Тип населённого пункта       | Население |
| - | ---------------- | ---------------------------- | --------- |
| 1 | Покровка         | деревня                      | ↘96       |
| 2 | Трюхино          | село, административный центр | ↘108      |